# Samuel Di Carmine
Samuel Di Carmine (Florença, 20 de setembro de 1988) é um futebolista italiano que joga como atacante para o clube da Série A, Cremonese.

## Carreira
Di Carmine, um atacante poderoso, fez sua estreia na Série A em 25 de outubro de 2006 fora de casa em Torino, numa vitória de 1-0. Ele marcou seu primeiro gol com a viola em uma partida da Copa da UEFA de 2007-08, sendo este o último gol da partida em uma vitória clara de 6-1 para o IF Elfsborg em 8 de novembro de 2007.
Em 1 de julho de 2008, o Campeonato do Queens Park Rangers, propriedade do magnata italiano da Fórmula 1 e empresário Flavio Briatore, contratou Di Carmine por empréstimo para a temporada de 2008-09.
Em 28 de outubro de 2008, Di Carmine marcou seu primeiro gol na liga para o Queens Park Rangers, marcado aos 54 minutos contra o Birmingham. Em 19 de agosto de 2009, ele foi emprestado ao Gallipoli, clube da Série B. Dois dias depois, ele jogou sua primeira partida pelo clube, substituindo William Pianu no segundo tempo. A partida terminou em um empate 1-1 com o Ascoli. 
Di Carmine foi contratado pelo clube da Série B Frosinone em um acordo de co-propriedade por uma pequena taxa de 500 euros. Em 7 de julho de 2011, Di Carmine juntou-se ao Cittadella. Cittadella comprou 50% dos direitos de registro do rebaixado Frosinone. Ele deveria substituir Federico Piovaccari como artilheiro da equipe. Eventualmente Nunzio Di Roberto foi o artilheiro com 10 gols, e Di Carmine com um 1 gol a menos totalizando 9 gols.

No verão de 2013, ele se mudou para o SS Juve Stabia. Di Carmine permaneceu no clube, apesar do clube ter sido rebaixado da Série B. Samuel foi emprestado ao Hellas Verona do Perugia para a temporada 2018-19. Ele ajudou a equipe a conquistar a promoção para a Série A com seus 11 gols na liga e Verona o contratou em um contrato permanente antes da temporada 2019-20. Em 28 de janeiro de 2021, Di Carmine se juntou ao Crotone por empréstimo até o final da temporada 2020-21. Em 24 de agosto de 2021, ele assinou um contrato de dois anos com o Cremonese.